# Рокол
Рокол (англ. Rockall) — незаселена скеля в Атлантичному океані, надводна частина зруйнованого конуса згаслого вулкана. Висота — 23 м, діаметр — 27 м, площа — близько 570 м². Джерел прісної води немає. Державна приналежність острівця і оточуючих його вод є суперечкою Великої Британії, Ірландії, Данії (Фарерські острови) та Ісландії.
Приблизні відстані до найближчих великих островів: 301,3 км W від Шотландії; 423,2 км NW від Ірландії та 700 км S від Ісландії. Найближчим постійно населеним місцем є Північний Віст, острів у Шотландії Зовнішніх Гебрид, 370 км E.
Велика Британія приєднала Рокол в 1955 році і оголосило його частиною Шотландії в 1972 році. Ірландія не визнає це приєднання, хоча ніколи не претендувала на цей суходіл. Велика Британія не претендує на розширення ВЕЗ через юрисдикцію над Рокол, оскільки вона ратифікувала Конвенцію ООН з морського права (UNCLOS); згідно якої "скелі, які не можуть підтримувати проживання людини або власне економічне життя, не мають виключної економічної зони або континентального шельфу". Однак такі особливості мають право на територіальне море, що простягається на 12 морських миль. З 31 березня 2014 року Сполучене Королівство та Ірландія оголосили межі ВЕЗ, що мало вирішити всі територіальні суперечки.
У відповідь на запит про свободу інформації в 2012 році британський уряд заявив, що "острів Рокал є частиною Великої Британії, зокрема, він є частиною Шотландії відповідно до акт про острів Рокол (1972) Ніяка інша держава не має права оскаржувати наші претензії на острів.» У Шотландії він є частиною приходу Південного Гарріса.

## Етимологія
Походження і значення назви острівця "Рокол" є невизначеним; старонорвезька назва острівця, Rîcal, може містити елемент fjall, що означає "гора". Також було висловлено припущення, що назва походить з норвезького * rok, що означає "утворюює піну у море", і kollr, що означає "лисина" —-  слово, також зустрічається в інших скандинавських мовах. Інша ідея полягає в тому, що назва походить від гаельського Sgeir Rocail, що означає "ревуча шхера" (хоча Rocail можна також перекласти як "руйнація").
Голландські картографісти P. Plancius і C. Claesz [nl] показують острів, під назвою "Рокол" NW від Ірландії на їхній карті «Нової Франції та північної частини Атлантичного океану» (Амстердам, c. 1594). Перша літературна згадка про острів, де його називають "Рокол", міститься в «Описі Західних островів Шотландії» Мартіна Мартіна, опублікованому в 1703 році. Ця книга розповідає про подорож до архіпелагу Сент-Кілда, і Мартін стверджує: "... і за нею лежить Рокол, невелика скеля шістдесят ліг на захід від Сент-Кілді; шотландці називають його Рокабарра".
Назва Рокабарра (Rocabarraigh), також використовується у шотландському гельському фольклорі для міфічної скелі, яка мала з'явитися три рази, її остання поява має привести до кінця світу

## Географія
Рокол є однією з небагатьох вершин Рифа Хелен; навколо підняте морське дно має називу банка Рокол, що лежить прямо на південь від області, відомої як плато Рокол. Вона відокремлена від Зовнішніх Гебридів жолобом Рокол, який розташований у басейні Рокол.
Рокол, знаходиться на шляху Гольфстріму. Скеля має морський клімат без спеки та холоду.

## Геологія
Рокол складається з граніту, який відносно багатий на натрій і калій. У цьому граніті темніші смуги багатші залізом, містять силікати натрію і заліза , а саме мінерали — егірин та рибекіт.
В 1975 році на Роколлі був виявлений новий мінерал бацирит, (хімічний склад BaZrSi3O9).
Рокол є складовою глибоко розмитого магматичного центру Рокол, який був утворений як частина Північноатлантичної магматичної провінції, приблизно 55 мільйонів років тому, коли стародавній континент Лавразія зазнав руйнації — Гренландія і Європа розділилися, і між ними сформувався північно-східна частина Атлантичного океану, зрештою залишивши Рокол як ізольований острів.

## Екологія
Єдиними постійними жителями острову є Littorina littorea та інші морські молюски. Невелика кількість морських птахів, головним чином фульмари, олуші північні, мартин трипалий та кайра тонкодзьоба, використовують скелю для відпочинку влітку, а олуші та кайри іноді успішно розмножуються, якщо літо спокійне, без хвиль, що переливають скелю. Загалом спостерігалося майже двадцять видів морських птахів і шість інших видів тварин (у тому числі вищезгадані молюски) на/або поблизу острівця.